# David Frankfurter

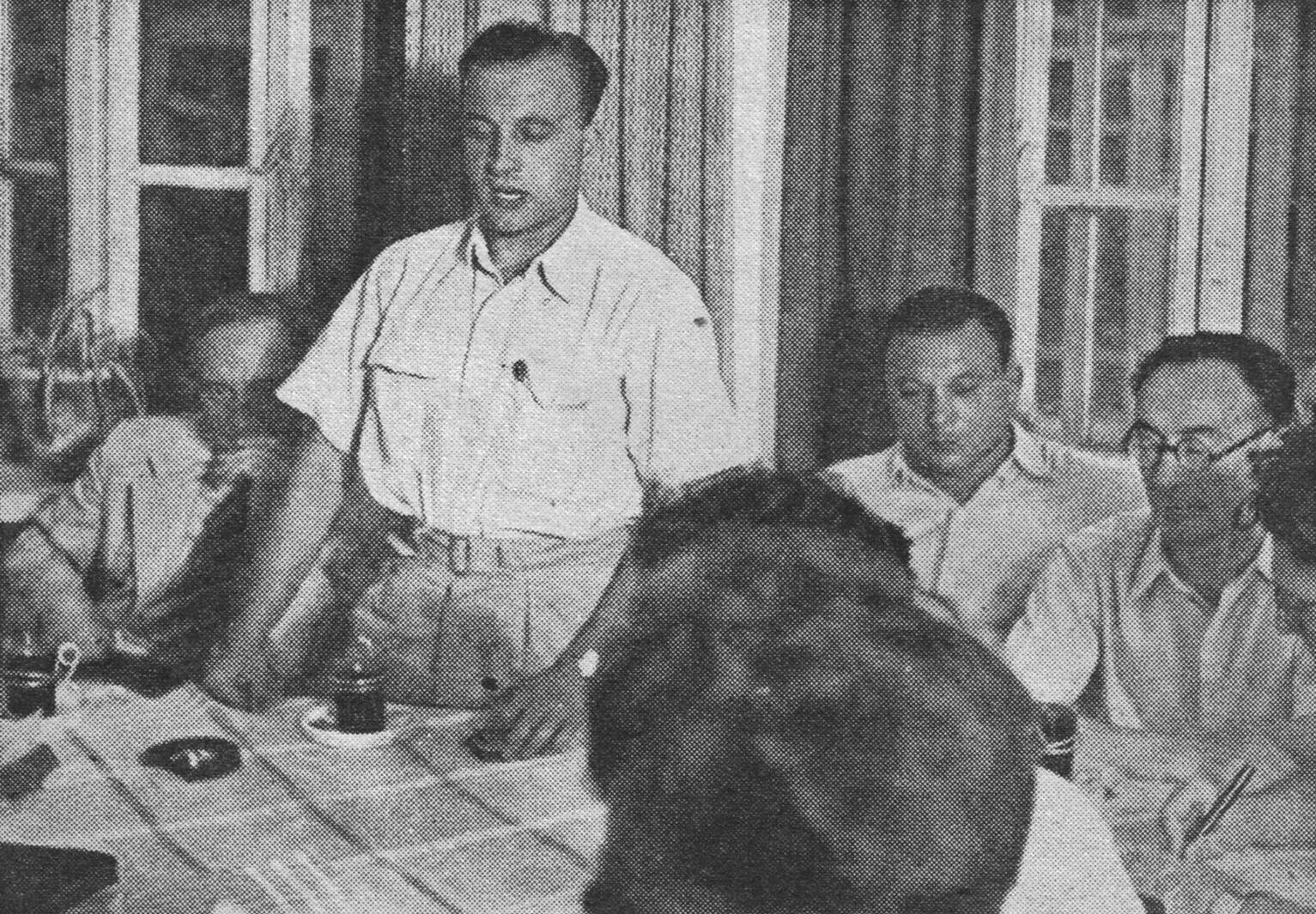
David Frankfurter in Palästina, 1945

David Frankfurter (* 9. Juli 1909 in Daruvar, Österreich-Ungarn, heute Kroatien; † 19. Juli 1982 in Tel Aviv) wurde bekannt durch sein Attentat auf den Landesgruppenleiter der NSDAP-Auslandsorganisation in der Schweiz.
Frankfurter kam als junger Mann Anfang der 1930er Jahre aus seinem damals zum Königreich Jugoslawien gehörenden Heimatort zu Verwandten nach Frankfurt am Main, um in Deutschland Medizin zu studieren. Er erlebte dort die mit der Machtergreifung der Nationalsozialisten einsetzende massive Drangsalierung der jüdischen Deutschen. Ende 1933 emigrierte er in die Schweiz. 1936 verübte er dort ein tödliches Attentat auf den Landesgruppenleiter der NSDAP-Auslandsorganisation (AO) in der Schweiz, Wilhelm Gustloff. Er wollte damit zeigen, dass Juden sich gegen das nationalsozialistische Unrechtsregime auflehnten.

## Leben und Wirken

### Bis 1933
David Frankfurter war ein Sohn des ungarischen Bezirksrabbiners Moritz Frankfurter (1875–1941) und seiner Frau Rebekka. Diese wohnten in einem heute kroatischen Gebiet, das bis 1918 zu Österreich-Ungarn, ab 1918 zum Königreich Jugoslawien gehörte. Frankfurter war kränklich. Er litt seit seiner Geburt an einem Knochentumor und musste bis zum Alter von 23 Jahren häufig operiert werden, was seine körperliche Leistungskraft sehr schwächte. Ab 1929 studierte er Medizin an den Universitäten Wien, Leipzig und Frankfurt. 1933 erlebte Frankfurter den Beginn der Judenverfolgung durch SA-Mitglieder und Kommilitonen im Hörsaal.
Frankfurter floh vor dem deutschen Antisemitismus im Oktober 1933 nach Bern in die Schweiz. In der Schweiz erfuhr er unter anderem aus der Presse von 36 in einem Konzentrationslager ermordeten jüdischen Bürgern und von Misshandlungen deutscher Juden und Anhängern demokratischer Parteien. Zu Chanukka 1934 reiste er trotzdem nach Berlin und musste mit ansehen, wie antisemitische Deutsche seinen Onkel Salomon Frankfurter misshandelten.

### Attentat
Angesichts der Judenverfolgung fühlte Frankfurter sich als Einzelperson verpflichtet, ein Zeichen des jüdischen Widerstandes gegen die Aktionen der Nationalsozialisten zu setzen. Dabei war ihm die in der Schweizer Öffentlichkeit diskutierte antisemitische Tätigkeit des Leiters der Schweizer NSDAP-Landesgruppe in Davos aufgefallen. Er kaufte sich eine Pistole, mit der er am 4. Februar 1936, ohne dass eine andere Person vorher davon wusste, ein Attentat auf den Landesgruppenleiter Wilhelm Gustloff in dessen Wohnung in Davos verübte und ihn tötete. Umgehend danach stellte er sich der Schweizer Polizei.
Die Führung der NSDAP sah in diesem Attentat einen Beweis für die Existenz einer „jüdischen Weltverschwörung“ gegen Deutschland. Mitarbeiter des Goebbelschen Propagandaministeriums versuchten, dieses Attentat für antijüdische Propaganda einzusetzen, und führten einen minutiös geplanten publizistischen Feldzug gegen das angebliche „Weltjudentum“, das hinter dem Attentat gestanden habe.  Sie erhoben Gustloff zu einem Märtyrer der NS-Bewegung und benannten ein Schiff nach ihm.
Die Schweiz führte einen Strafprozess gegen David Frankfurter. Obwohl die deutsche Regierung in diesem Prozess keine Partei war, mischte sie sich ein. Das Propagandaministerium beauftragte den Oberregierungsrat Wolfgang Diewerge mit der propagandistischen Prozessbegleitung und den NS-Anwalt Friedrich Grimm, der formal als Nebenklägervertreter von Gustloffs Witwe auftrat, mit der juristischen Unterstützung der Propaganda im Gerichtssaal. Die NS-Propaganda warf den Schweizer Behörden vor, durch eine liberale Pressepolitik zum Attentat beigetragen zu haben. Grimm hatte sich angeblich eigens eine telefonische Standleitung in einen Raum im Gerichtsgebäude legen lassen, um mit Adolf Hitler den Fortgang des Prozesses zu besprechen.
Viele Schweizer bekundeten Verständnis für Frankfurters Attentat, aber viele waren auch darüber entsetzt. Die Regierung bemühte sich in dem Gerichtsverfahren um die Wahrung von Rechtsstaatlichkeit und diplomatischer Neutralität. Schließlich wurde der voll geständige und jederzeit kooperative David Frankfurter für den unstrittigen Mord unter großem internationalen Interesse am 14. Dezember 1936 in Chur zu achtzehn Jahren Haft und anschließender lebenslanger Landesverweisung verurteilt. Seine Verteidiger waren der später als Philanthrop bekannte Veit Wyler sowie Eugen Curti.

### Nach dem Ende des Nationalsozialismus

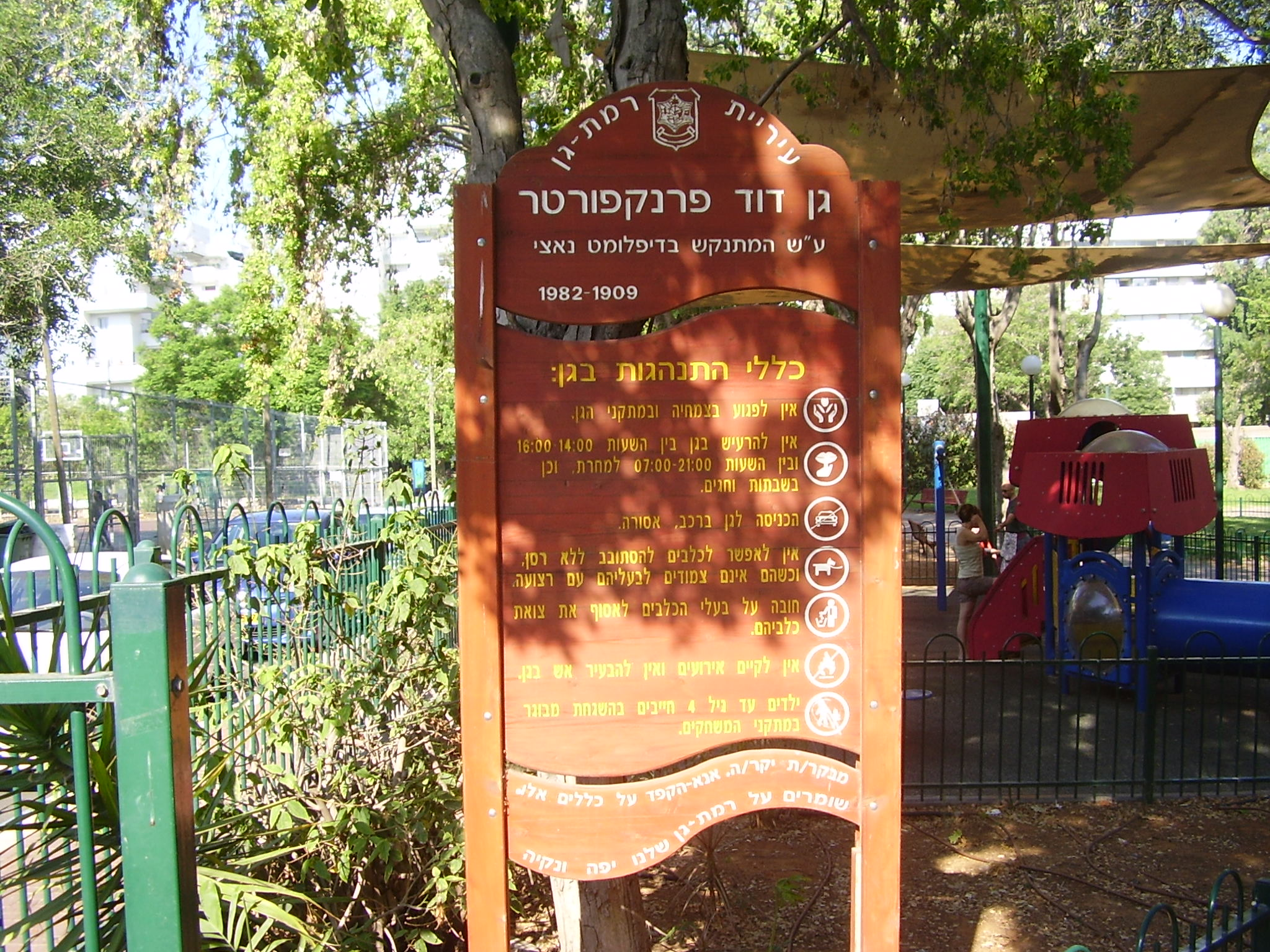
David-Frankfurter-Garten in Ramat Gan

Ab 1943 wurde Frankfurter vom Berner Anwalt Georges Brunschvig betreut, der maßgeblich an seiner Begnadigung beteiligt war: Nach Kriegsende wurde Frankfurter am 1. Juni 1945 freigelassen. Zunächst kehrte er nach Davos zurück. Schließlich wurde Frankfurter ausgewiesen.
Frankfurter wanderte ins britische Mandatsgebiet Palästina nach Tel Aviv aus. In Israel wurde er Beamter im Verteidigungsministerium und später Offizier der israelischen Verteidigungskräfte. Erst nach dem Krieg erfuhr Frankfurter, dass sein Vater nach der deutschen Besetzung Jugoslawiens 1941 in seinem Wohnort von der Gestapo gezielt verhaftet, gefoltert und ermordet worden war. 1969 nahm der Grosse Rat des Kantons Graubünden in Ausübung seines Gnadenrechts die Landesverweisung zurück.

## Veröffentlichungen
- Ich toetete einen Nazi … Erzählt und bearbeitet von Schalom Ben-Chorin. Jerusalem 1946.
  - Ich tötete einen Nazi. Erzählt und bearbeitet von Schalom Ben-Chorin. Herausgegeben von Sabina Bossert und Janis Lutz. Mit einem Nachwort von Micha Brumlik. Marix Verlag, Wiesbaden 2022, ISBN 978-3-7374-1202-5.
  - I Kill a Nazi Gauleiter. Memoir of a Jewish Assassin. Aus dem Deutschen übersetzt von Ralph Manheim. In: Commentary, Februar 1950. commentarymagazine.com
- „Auch in der Bibel wird gemordet.“ Gespräch mit dem Gustloff-Attentäter David Frankfurter. In: Die Weltwoche, 10. Oktober 1969; S. 13.

## Film
- Konfrontation – Das Attentat von Davos. Dokudrama über David Frankfurter, sein Attentat und die Schweiz im Zweiten Weltkrieg, Regie und Drehbuch Rolf Lyssy, 1974.